# 伪科学幻想小说
伪科学幻想小说，简称伪幻。不同于“伪科学幻想”，伪幻并非对科学幻想的伪造，而是在伪科学理论的基础上，运用同科学幻想一致的技法和思想创作而成的幻想作品。
伪幻与科幻的区别在于其核心理论的荒谬，作者和读者都明了这种荒谬，却有意地弄假成真，演绎出更加荒谬的故事情节。
伪幻与奇幻的区别在于，奇幻的理论基础是神话、传说，与科学风马牛不相及，而伪幻依据的伪科学理论，虽然同样荒谬，却总是竭力伪装成科学的样子。
伪幻是科幻小说的子集，也是讽刺小说的子集。

## 实例
下面实例可能便于理解伪幻的思路：
伪幻的开山之作是北星的《自由坠落》。其理论依据是一名民间科学家提出的：坠机时人只要不离开机舱，以机舱为参照物保持静止，落地时即可不受伤害。《自由坠落》在此基础上设计了一种高空坠落的比赛，每个人脚下踩着一块木板，从空中下落，因与木板之间保持相对静止故尔安然无恙，以及在比赛中互相暗算的故事。
同一题材的跟进作品有大雷神的《龙象般若功》，借用《神雕侠侣》的片段，讲述了金轮法王倒立起来，改变参照系的坐标方向，形成将地球举起来的效果，从而令站在身边的三大高手“向下”跌落到宇宙深空裡的故事。